# Linia kolejowa nr 760
Linia kolejowa nr 760 – pierwszorzędna, jednotorowa, niezelektryfikowana linia kolejowa łącząca posterunek odgałęźny i ładownię Wrocław Świebodzki ze stacją techniczną Wrocław Gądów.